# Запаљење слузокоже материце
Запаљење слузокоже материце или ендометритис јесте асцендентним или хематогеним путем изазвана инфекцијаунутрашњег слоја или слузокоже (ендометријума) материце. Симптоми могу укључивати грозницу, бол у доњем делу стомака и абнормално вагинално крварење или исцедак. Запаљење материце је најчешће узроковано инфекцијом након порођаја, или је део спектра болести које чине инфламаторну болест карлице.
Запаљење материце се дели на акутне и хроничне облике.  Акутни облик је обично облик инфекције која пролази кроз грлић материце као резултат абортуса, током менструације, након порођаја или као резултат испирања или постављања спирале. Фактори ризика за запаљење материце након порођаја укључују царски рез и продужено пуцање мембрана. Хронично запаљење материце је чешћие након менопаузе
Дијагноза се може потврдити биопсијом ендометријума.  Ултразвук може бити користан да се потврди да нема заражаног ткива унутар материце.
Лечење се обично спроводи антибиотицима. Препоруке за лечење запаљење материце након порођаја укључују клиндамицин са гентамицином. Такође се препоручује тестирање и лечење гонореје и хламидије код оних који су под ризиком.  Хронична болест се може лечити доксициклином. Исходи лечења су генерално добри.
Стопе запаљење материце су око 2% након вагиналног порођаја, 10% након заказаног царског реза и 30% са руптуром мембране пре царског реза ако се не користе превентивни антибиотици. Термин "ендомиометритис" се може користити када је присутна упала ендометријума и миометријума. Стање је такође релативно често код животиња као што су краве.

## Епидемиологија
Инциденца постпарталног запаљења слузокоже материце   варира у зависности од пута порођаја и популације пацијената. Након вагиналног порођаја, инциденција је 1-3%. Након порођаја царским резом, инциденција се креће од 13-90%, у зависности од присутних фактора ризика и да ли је дата периоперативна антибиотска профилакса. Код неакушерске популације, истовремено  запаљења слузокоже материце  се може јавити у до 70-90% документованих случајева салпингитиса.

## Етиологија
Запаљење слузокоже материце је полимикробна болест која укључује у просеку 2-3 патогена микрганизма. У већини случајева, настаје услед узлазне инфекције од стрене микрорганизама који се налазе у нормалној аутохтоној вагиналној флори.
Обично изоловани микроорганизми укључују:
- Ureaplasma urealyticum,

- Peptostreptococcus,

- Gardnerella vaginalis,

- Bacteroides bivius,

- Streptococcus групе Б

- Chlamydia, која је повезана са касним настанком постпорођајног ендометритиса.

- Ентерококе, које се идентификује код до 25% жена које су примиле цефалоспоринску профилаксу.

- Херпес и туберкулозу, које су ретки узроци, иако у неким земљама туберкулоза није неуобичајен етиолошки агенс.

## Патофизиологија
Инфекција ендометријума, или децидуа, обично је резултат узлазне инфекције из доњег гениталног тракта. Из патолошке перспективе, запаљења слузокоже материце се може класификовати као акутни и хронични облик.
| Врсте                                | Карактеристике |  |
| ------------------------------------ | --- |  |
| Акутно запаљења слузокоже материце   | Карактерише се присуством неутрофила унутар ендометријалних жлезда. У неакушерској популацији, инфламаторне болести карлице и инвазивне гинеколошке процедуре су најчешћи прекурсори акутног запаљења слузокоже материце. У акушерској популацији, постпартална инфекција је најчешћи претходник. |  |
| Хронично запаљења слузокоже материце | Карактерише је присуство плазма ћелија и лимфоцита унутар строме ендометријума. Хронично запаљења слузокоже материце у акушерској популацији обично је повезан са задржаним производима зачећа након порођаја или елективног абортуса. Код неакушерске популације, хронични ендометритис је примећен са инфекцијама (нпр. кламидија, туберкулоза, бактеријска вагиноза) и присуством интраутериног улошка. |  |
| Пиометра                             | Пиометра се описује као накупљање гноја у материчној jшупљини. Да би се развила пиометра, мора постојати и инфекција и блокада грлића материце. Знаци и симптоми укључују бол у доњем делу стомака (супрапубични), укоченост, грозницу и излучивање гноја при увођењу инструмента у материцу. Пиометра се лечи антибиотицима, према култури и осетљивости.                                                 |  |

### Фактори ризика
Интраутерина направа као фактор етиологије карличне инфламаторне болести била је повезана са раним облицима уређаја, посебно са Далкон штитом. Инциденција инфламаторних болести карлице није већа код корисника савремених интраутериних уложака него код не-корисница.

## Терапија
Након постављања дијагнозе запаљење слузокоже материце и искључивања других извора инфекције, започиње се примена антибиотика широког спектра. Побољшање ће бити примећено у року од 48-72 сата код скоро 90% жена које су лечене одобреним режимом.
Како већина случајева запаљење слузокоже материце, укључујује оне након порођаја царским резом, такве пацијенте требало би лечити у стационарном окружењу. За благе случајеве након вагиналног порођаја, орални антибиотици у амбулантним условима могу бити адекватни. 
Труднице са симптомима бактеријске вагинозе (БВ) треба лечити јер је БВ повезан са неповољним исходима трудноће. Иако није доказано да лечење спречава ове исходе, ипак се лечењем смањују знаци и симптоми вагиналне инфекције.
Код адолесцената који су подвргнути прекиду трудноће, накнадно запаљење слузокоже материце са удруженим салпингитисом представља значајан ризик од неплодности. Стога је у овој групи оправдана ранија и агресивнија антибиотска терапија.
Хируршко лечење обично није неопходно код акутног ендометритиса код акушерске популације. Међутим, дилатација и киретажа се могу саветовати за задржане производе зачећа. У ретким случајевима велике инфекције која не реагује на конзервативну терапију, хистеректомија може бити неопходна као интервенција која спашава живот.

## Прогноза
Скоро 90% жена које су третиране одобреним режимом примећују побољшање за 48-72 часа. Кашњење у започињању терапије антибиотиком може довести до системске токсичности.
Запаљење слузокоже материце  је повезан са повећаном смртношћу мајки услед септичког шока. Међутим, смртност је ретка у развијеним земљама света због агресивног антимикробног третмана.
У неким студијама није пронађено да је запаљење слузокоже материце  повезано са каснијим компликацијама у вези са трудноћом, хроничним болом у карлици или неплодношћу.